# لا گوینگوتا
لا گوینگوتا (به اسپانیایی: La Guingueta) یک منطقهٔ مسکونی در اسپانیا است که در پالارس سوبیرا واقع شده‌است. لا گوینگوتا ۱۰۸٫۴ کیلومتر مربع مساحت دارد ۹۳۸ متر بالاتر از سطح دریا واقع شده‌است.